# Wawel
Wawel S.A. — компанія зі штаб-квартирою у Кракові, Польща, яка зайнята в галузі виробництва та реалізації кондитерських виробів.
Компанія заснована Адамом П'ясецьким у 1898 році в Кракові.
Найбільшим акціонером компанії є швейцарська «Hosta International AG» (52,13% акцій).
До стандартних продуктів під маркою Wawel входять: батончик Danusia; шоколадні цукерки Malaga, Tiki Taki та Kasztanki; карамельки ручної роботи Fistaszkowe, Raczki, Kukułka, Orzeźwiające та Mieszanka Krakowska.

## Історія
Wawel є одною з найстаріших кондитерських фабрик у Польщі. Кондитерську компанію заснував Адам П'ясецький у 1898 році. 1910 року П'ясецький запустив завод із виробництва шоколаду. Свою першу фірмову крамницю він відкрив у кам'яниці на Площі Ринок у Кракові. Після Другої світової війни фабрику націоналізували, а у 1951 році три краківські цукерні, тобто фабрику шоколадних виробів Пішинґер, шоколадну фабрику Сухард та фабрику Wawel з'єднали в одне підприємство: підприємство кондитерської промисловості Wawel.
У 1992 році в результаті приватизації підприємства Wawel став акціонерним товариством. Згодом підприємство стало публічним акціонерним товариством. У вересні 1997 року Комісія з цінних паперів і бірж допустила акції компанії для публічного обігу. На основному майданчикові Варшавської фондової біржі акції ZPC Wawel SA дебютували 11 березня 1998 року. У 2005 році компанія змінила свою назву на Wawel SA.
У 2004 році розпочалося будівництво нового заводу у Добчицях. До 2006 року Wawel виробляв свою продукцію на трьох заводах, розташованих на території Кракова, з яких кожен мав спеціалізований профіль виробництва. На заводі, який знаходиться на вулиці Вроцлавській, в основному вироблялися шоколадні цукерки з начинкою, шоколадні цукерки та батончики. Завод на вул. Масарській випускав шоколад із начинками, карамель і какао. А на заводі на вулиці Кончик, переважно виробляли печені кондитерські вироби, тобто вафлі і цукерки.
У 2006 році завершилася нова інвестиція у Добчицях, куди перенесли все виробництво. Завод знаходиться у промисловій зоні. На підприємстві впроваджена система управління якістю відповідно до стандарту ISO 9001.